# Témiscouata
Témiscouata – regionalna gmina hrabstwa (MRC) w regionie administracyjnym Bas-Saint-Laurent prowincji Quebec, w Kanadzie. Stolicą jest miasto Notre-Dame-du-Lac. Składa się z 20 gmin: 4 miast, 11 gmin, 5 parafii.
Témiscouata ma 20 572 mieszkańców. Język francuski jest językiem ojczystym dla 99,2%, angielski dla 0,5% mieszkańców (2011).